# Noga Erez
Pour les articles homonymes, voir Erez.
Noga Erez (en hébreu : נגה ארז), née le 26 décembre 1989, est une musicienne et chanteuse israélienne.

## Biographie
Établie à Tel Aviv, elle publie en 2017 un premier album intitulé Off The Radar, mélange de rap et d'électro-pop particulièrement remarqué par la critique,,,,. Elle entame cette même année une tournée en Europe.
En 2021 elle publie son deuxième album Kids qui connaît un succès international.

## Discographie
Albums
Singles
- 2016 : Dance While You Shoot
- 2017 : Pity
- 2017 : Toy
- 2017 : Here (Cover Version)
- 2018 : Sunshine
- 2018 : Bad Habits
- 2018 : Cash Out (feat. Sammus)
- 2019 : Chin Chin (feat. ECHO)
- 2020 : Views (feat. Reo Cragun & ROUSSO)
- 2020 : No news on TV (feat. ROUSSO)
- 2020 : You So Done
- 2021 : End of the Road
- 2022 : Reprise de: industries baby